# Cantone di Saint-Trivier-de-Courtes
Il Cantone di Saint-Trivier-de-Courtes era una divisione amministrativa dell'arrondissement di Bourg-en-Bresse con capoluogo Saint-Trivier-de-Courtes.
A seguito della riforma approvata con decreto del 13 febbraio 2014, che ha avuto attuazione dopo le elezioni dipartimentali del 2015, è stato soppresso.

## Composizione
Comprendeva 12 comuni:
- Cormoz
- Courtes
- Curciat-Dongalon
- Lescheroux
- Mantenay-Montlin
- Saint-Jean-sur-Reyssouze
- Saint-Julien-sur-Reyssouze
- Saint-Nizier-le-Bouchoux
- Saint-Trivier-de-Courtes
- Servignat
- Vernoux
- Vescours